# Angelika Werthmann
Angelika Werthmann, née le 7 novembre 1963 à Schwarzach im Pongau et morte le 17 octobre 2019, est une femme politique autrichienne, élue au parlement européen de 2009 à 2014.
Elle est membre de la commission des budgets et de la commission des pétitions. Elle siège parmi les Non-inscrits, puis au sein de l'ADLE, puis de nouveau parmi les Non-inscrits.

## Biographie
Elle fait des études de philologie à l’université de Salzbourg et reçoit le titre « Mag. Phil. ». Dès 1989, elle est active dans l’enseignement et travaille, en outre, en tant qu'interprète dans plusieurs domaines spécialisés : l’économie, le domaine médical et le tourisme.
Lors des élections européennes 2009 en Autriche, Werthmann est placée en troisième rang de la liste « Dr. Martin ». Selon certains communiqués de presse, des autres membres de la liste lui auraient proposé la renonciation de la position en tant que députée européenne après la moitié de la période législative, mais elle aurait refusé.
En juin 2010, après des conflits avec Hans-Peter Martin à la suite d'accusations pour manque de transparence quant aux finances, elle quitte la délégation de la liste « Dr. Martin ».
Le 5 juin 2012, elle devient membre du groupe libéral du parlement européen. Le groupe libéral de l’Autriche envisageait une candidature de Werthmann en tant que première de la liste lors des élections européennes 2014. Le 27 mars 2014, il est annoncé qu'elle envisageait une candidature indépendante avec l'Alliance pour l’avenir de l’Autriche. À la suite de cette annonce, elle est exclue du groupe libéral du parlement européen. En conséquence, Ulrike Haider-Quercia démissionne de sa position de première de la liste et par la suite, Werthmann devient première candidate de la liste « Mag. A. Werthmann ». Magré tout, l’Alliance pour l’avenir de l’Autriche n'obtient pas d'élus lors des élections européennes qui se déroulaient le 25 mai 2014.